# Moscow Challenge 2012
Moscow Challenge 2012 – mityng lekkoatletyczny, który odbył się 11 czerwca na Łużnikach w Moskwie. Mityng był kolejną odsłoną cyklu World Challenge Meetings rozgrywanego pod egidą IAAF. Zawody były ostatnimi przed rozpoczętą dzień później renowacja moskiewskiego stadionu, która związana jest z organizowanymi tutaj w sierpniu 2013 lekkoatletycznymi mistrzostwami świata. 

## Rezultaty

### Mężczyźni
| Konkurencja:                  | 1. miejsce            | Rezultat | 2. miejsce        | Rezultat | 3. miejsce             | Rezultat |
| Bieg na 200 m                 | Ainsley Waugh         | 20,63    | Christian Malcolm | 20,90    | Konstantin Pietriaszow | 21,05    |
| Bieg na 400 m                 | Pawieł Trienichin     | 45,51    | Marcus Boyd       | 45,68    | Rabah Yousif           | 45,85    |
| Bieg na 3000 m                | Cornelius Kangogo     | 7:59,89  | Remmy Limo        | 8:01,47  | Suleiman Simotwo       | 8:02,13  |
| Bieg na 10 000 m              | Jewgienij Rybakow     | 28:35,95 | Anatolij Rybakow  | 28:50,75 | Jewgienij Doga         | 29:27,87 |
| Bieg na 110 m przez płotki    | Dániel Kiss           | 13,53    | Maksim Łynsza     | 13,60    | Konstantin Szabanow    | 13,79    |
| Bieg na 400 m przez płotki    | Władimir Antmanis     | 49,87    | Richard Davenport | 49,93    | Rasmus Mägi            | 50,32    |
| Bieg na 3000 m z przeszkodami | Birhan Getahun        | 8:20,55  | Elijah Chelimo    | 8:22,96  | Ildar Minszyn          | 8:23,07  |
| Skok o tyczce                 | Przemysław Czerwiński | 5,60     | Björn Otto        | 5,60     | Dmitrij Starodubcew    | 5,50     |
| Pchnięcie kulą                | Maksim Sidorow        | 20,86    | Dienis Kurczew    | 20,14    | Sosłan Cyrichow        | 20,01    |
| Rzut dyskiem                  | Bogdan Piszczalnikow  | 64,20    | Róbert Fazekas    | 63,24    | Ercüment Olgundeniz    | 62,33    |

### Kobiety
| Konkurencja:                  | 1. miejsce                 | Rezultat | 2. miejsce           | Rezultat | 3. miejsce             | Rezultat |
| Bieg na 100 m                 | Tameka Williams            | 11,19    | Jelizawieta Sawlinis | 11,34    | Natalja Rusakowa       | 11,36    |
| Bieg na 400 m                 | Julija Guszczina           | 50,87    | Ludmiła Litwinowa    | 51,13    | Ksienija Zadorina      | 51,62    |
| Bieg na 800 m                 | Marija Sawinowa            | 1:57,93  | Jelena Arżakowa      | 1:58,28  | Irina Maraczowa        | 1:58,71  |
| Bieg na 10 000 m              | Jelizawieta Greczisznikowa | 31:07,88 | Natalja Popkowa      | 31:55,83 | Inga Abitowa           | 31:55,97 |
| Bieg na 3000 m z przeszkodami | Natalja Gorczakowa         | 9:35,72  | Lubow Charłamowa     | 9:36,81  | Natalja Własowa        | 9:37,41  |
| Skok wzwyż                    | Swietłana Szkolina         | 1,98     | Tia Hellebaut        | 1,92     | Marina Aitowa          | 1,92     |
| Trójskok                      | Jekatierina Koniewa        | 14,36    | Olesia Bufałowa      | 14,35    | Anna Kryłowa           | 14,22    |
| Rzut oszczepem                | Oksana Gromowa             | 57,04    | Lubow Żatkina        | 56,21    | Wiktorija Sudaruszkina | 55,53    |

## Rekordy
Podczas mityngu ustanowiono 1 krajowy rekord w kategorii seniorów:
| Zawodnik       | Reprezentacja | Konkurencja                        | Rezultat |
| -------------- | ------------- | ---------------------------------- | -------- |
| Artiom Kosinow | Kazachstan    | bieg na 3000 metrów z przeszkodami | 8:24,13  |